# Triquetra

Triquetra

Triquetra neboli také trikvetra (z latinského tri – tři, a quetrus – opatřený rohem, původně prostě ve významu trojúhelník) je mytologický symbol mnoha významů. Původně toto označení znamenalo téměř jakýkoliv třírohý symbol, dnes se označení většinou používá pro složitější geometrické útvary, z nichž nejtypičtější je zobrazen vpravo. Trikvetra obecně většinou znamená neoddělitelné spojení tří prvků, může mít ale jiný význam.

## Ve starých kulturách
V keltském umění, kde je často spojován s dalšími symboly (kde měla význam nejrůznějších trojic z keltského chápání světa, např. narození – život – smrt, tělo – mysl – duše, země – moře – nebe apod.). Dva symboly jsou doloženy na germánských runových kamenech a mincích, kde symbolizoval především tzv. valknut, symbol nejasného významu spojovaný s bohem Ódinem přezdívaný jako „uzel padlých“.

## Křesťanství

Triquetra s kruhem užívaná v křesťanské symbolice

Symbol byl rozšířen i v křesťanském umění, kde symbolizoval Svatou Trojici, byl také interpretován jako „ztrojení“ dávného křesťanského symbolu, stylizované ryby.

## Moderní hnutí etnických rekonstrukcionistů
Symbol je často užíván v rekonstrukcionistických náboženstvích jako snaha o návaznost na původní symboliku, často také slouží v kultuře jako magický symbol, většinou bez bližší specifikace a vztahu k původnímu významu (seriál Čarodějky).

## Popkultura
Symbol se například objevil jako symbol času v seriálu Dark a jeho tři rohy měly symbolizovat minulost, přítomnost a budoucnost